# قوس هادريان (أثينا)
قوس هادريان ((باليونانية: Αψίδα του Αδριανού)‏)((باليونانية: Πύλη του Αδριανού)‏، يعرف غالباً في اليونان بأسم بوابة هادريان (باليونانية:Πύλη του Αδριανού) هي بوابة تذكارية ضخمة تشبه - في بعض النواحي - قوس النصر الروماني. تمتد على طريق قديم من وسط أثينا، اليونان، إلى مجمع الهياكل على الجانب الشرقي من المدينة والتي شملت معبد زيوس الأولمبي. وقد اقترح أنه تم بناء القوس للاحتفال بوصول (Adventus (ceremony)) الإمبراطور الروماني هادريان وتكريمه لما قدمه من العديد من المنافع للمدينة، بمناسبة تفاني مجمع المعبد القريب في 131 أو 132 بعد الميلاد. ليس من المؤكد من الذي كلف ببناء القوس، على الرغم من أنه من المحتمل أن يكون مواطنو أثينا أو مجموعة يونانية أخرى مسؤولين عن بنائه وتصميمه. كان هناك نقشان على القوس، وهما يواجهان اتجاهين متعاكسين، ويذكران كلاهما ثيسيوس وهادريان كمؤسسي أثينا. في حين أنه من الواضح أن النقوش تكرم هادريان، فإنه من غير المؤكد ما إذا كانت تشير إلى المدينة ككل أو إلى المدينة من جزأين: واحدة قديمة وأخرى جديدة. بيد أن الفكرة المبكرة، وهي أن القوس الذي يحمل علامة خط المدينة القديمة، وبالتالي التقسيم بين المنطقتين القديمة والجديدة بالمدينة ثبت أنه غير صحيح من خلال المزيد من الحفريات. يقع القوس علي بعد 325 متر جنوب شرق الأكروبوليس.

## البناء والتصميم

### المادة والتصميم

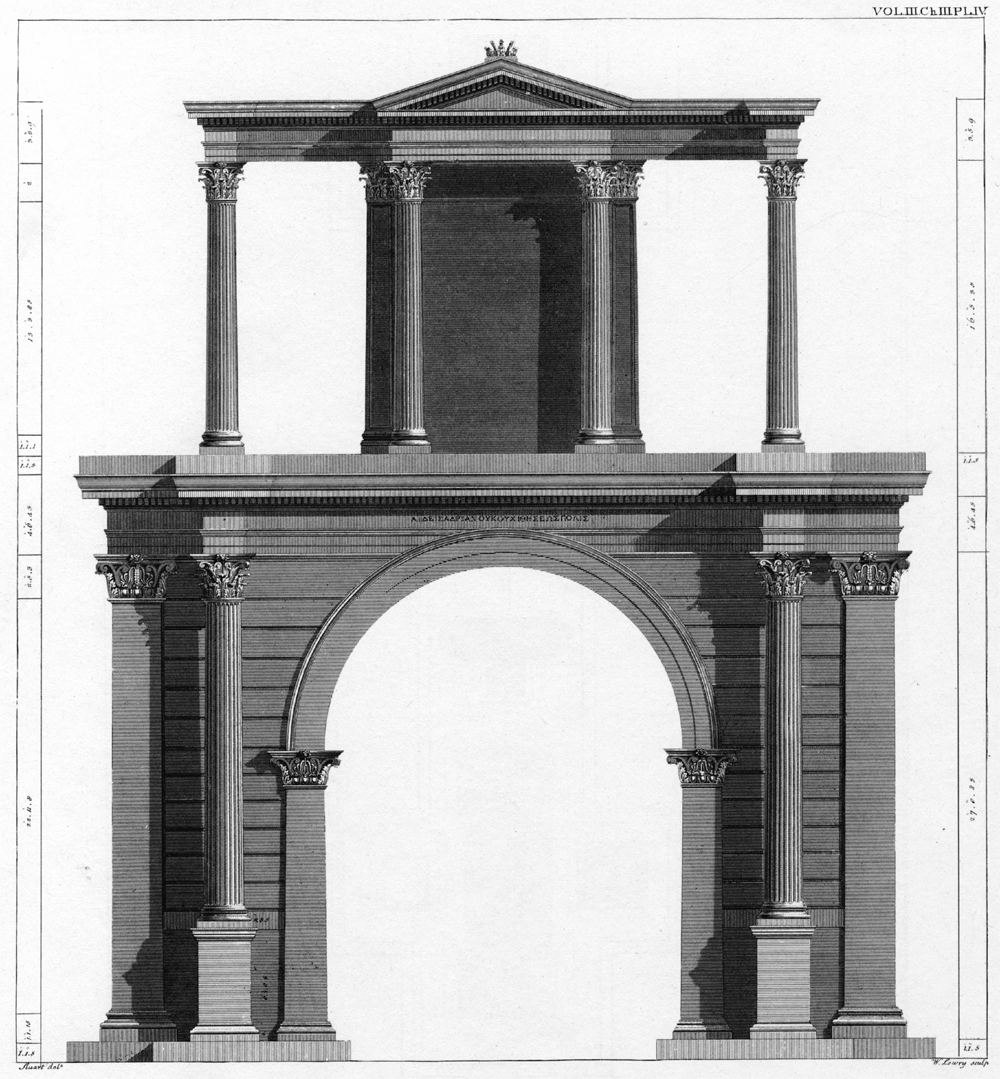
رسم ترميمي للجانب الجنوبي الشرقي من القوس (ستيوارت و ريفيت).

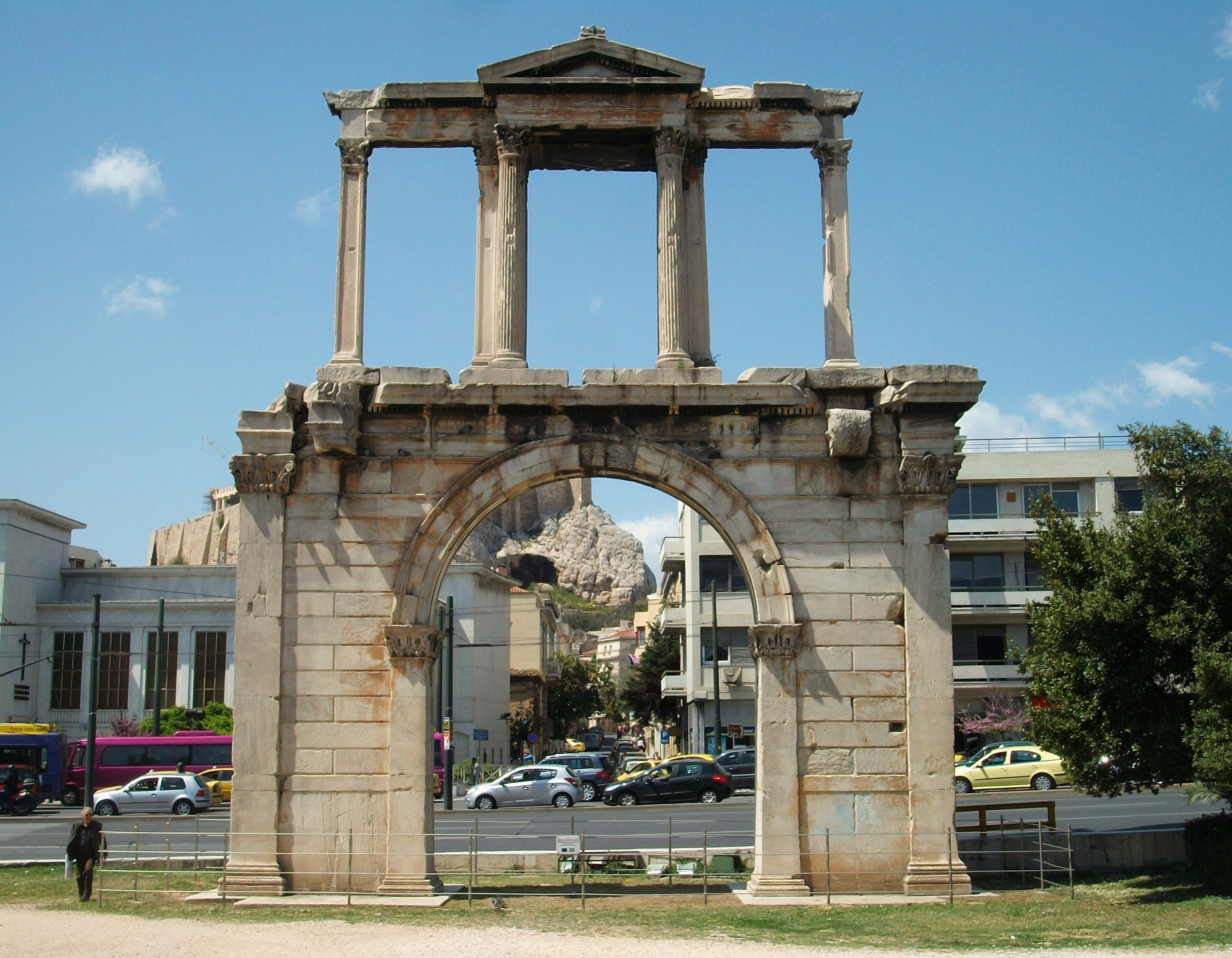
قوس هادريان في أثينا مع الأكروبوليس في الخلفية.

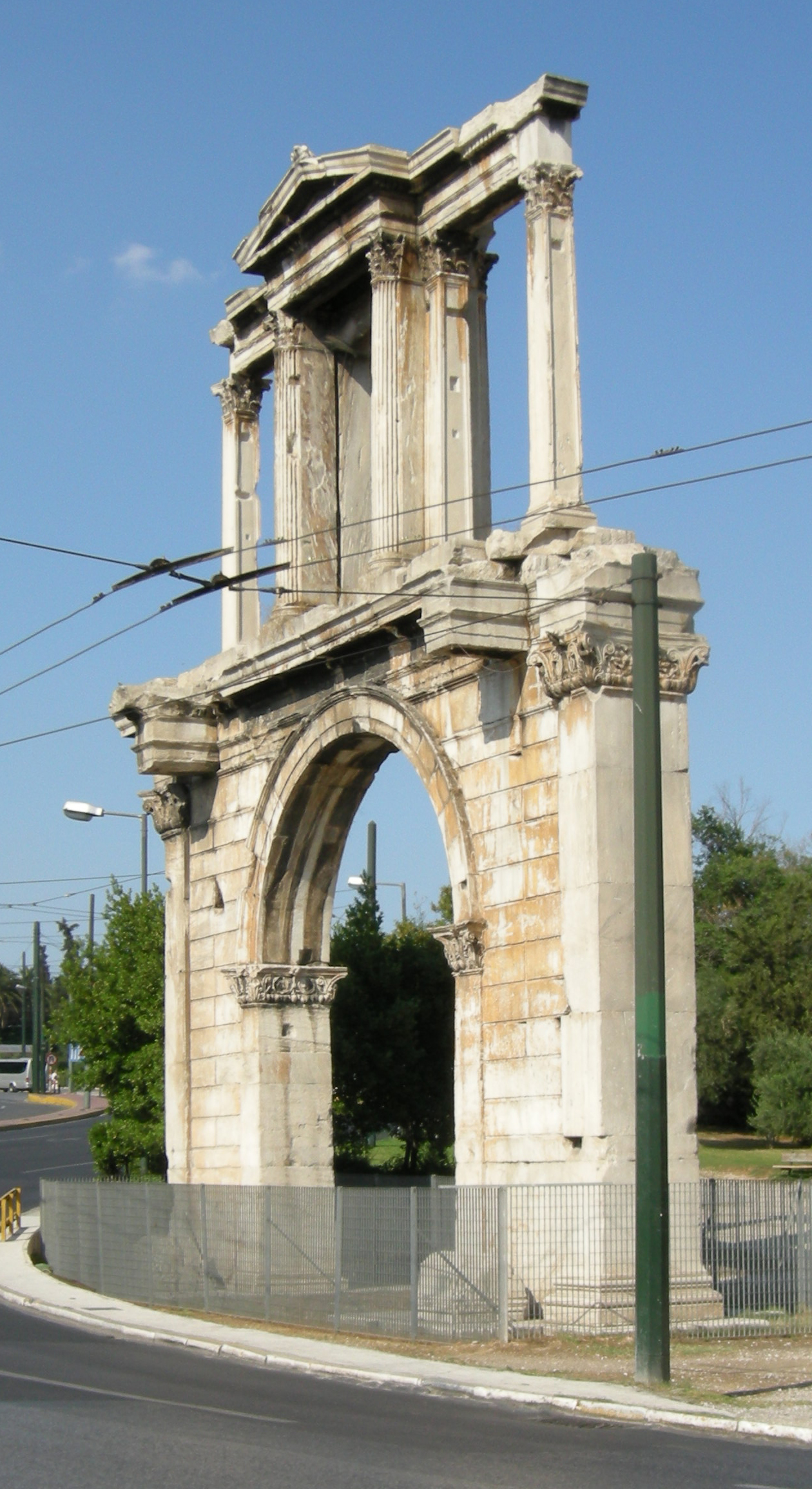
مشهد جانبي للقوس

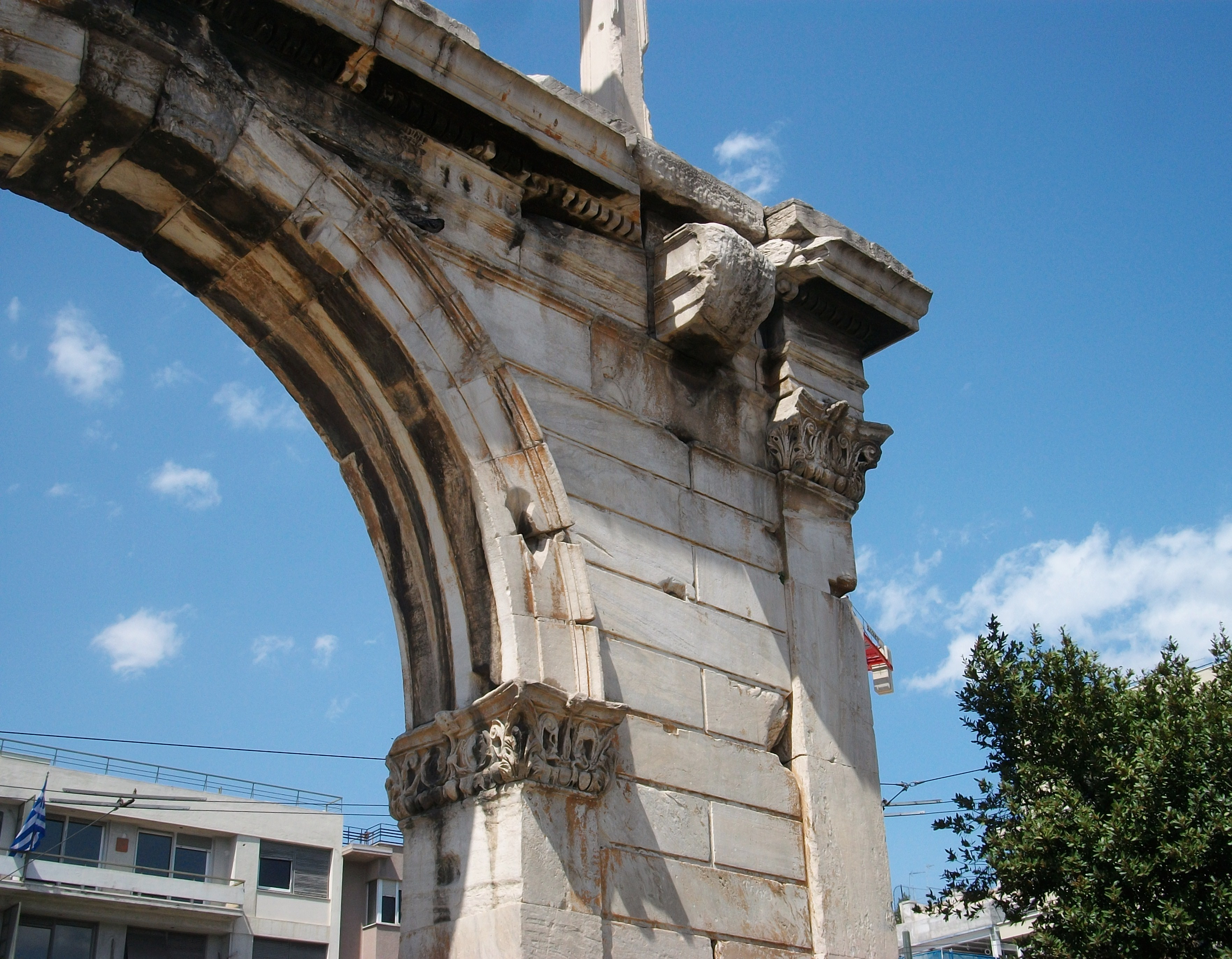
تفاصيل المستوى الأدنى.

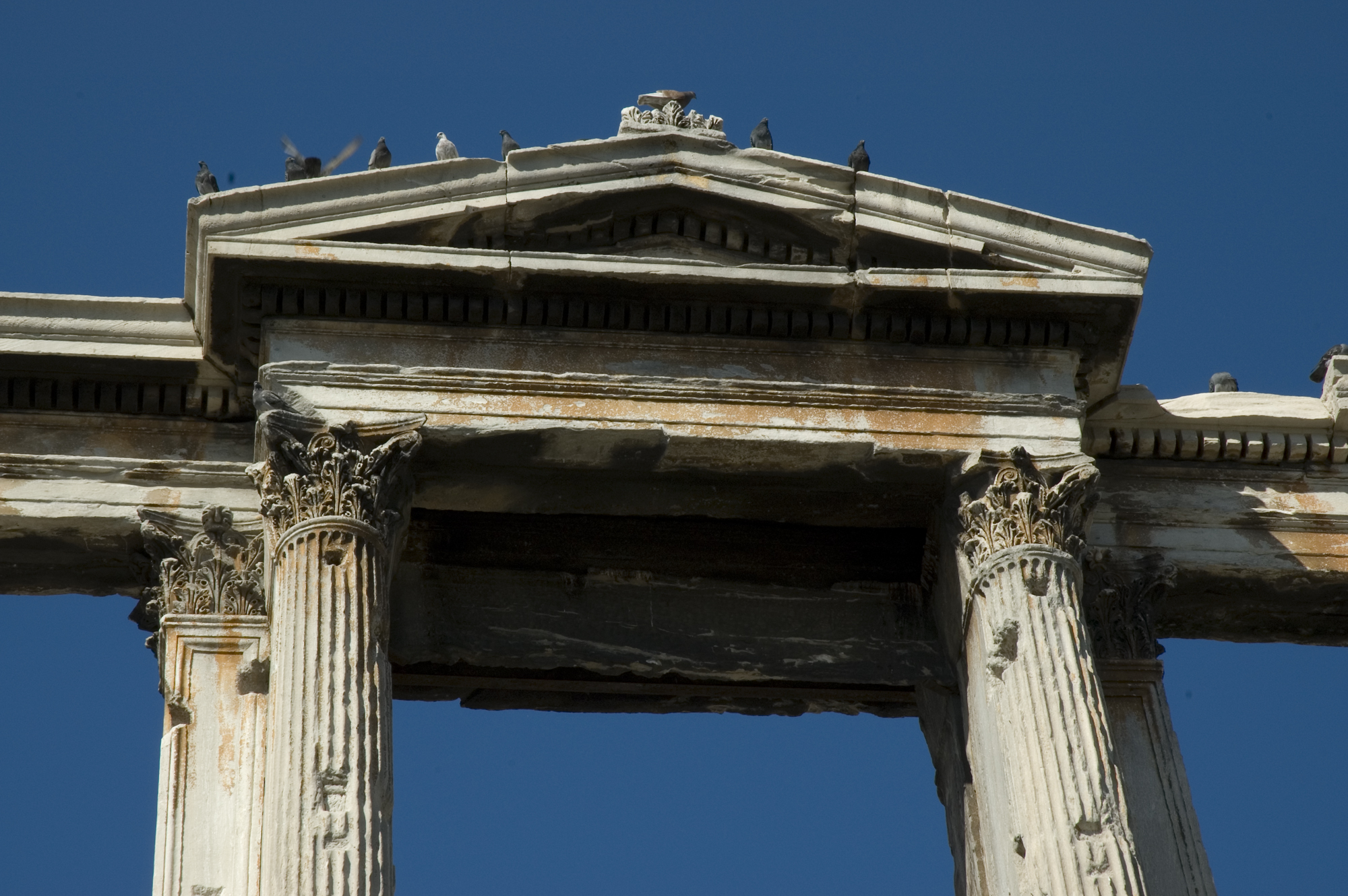
الشق المركزي من المستوى العلوي.

يتكون النصب بأكمله من الرخام الببينديلي من جبل بينديلي. على بعد 18.2 كم شمال شرق القوس. تم استخدام الرخام الببينديلي في البارثينون والعديد من المباني البارزة الأخرى في أثينا، على الرغم من أن جودته يمكن أن تختلف بشكل كبير. الرخام المستخدم للقوس هو من الدرجة الأدنى التي تحتوي على شوائب أكثر من تلك المستخدمة في أفضل المباني الأثينية. تم بناء القوس بدون أسمنت أو هاون من الرخام الصلب، وذلك باستخدام المشابك لتوصيل الحجارة المقطوعة. يبلغ ارتفاعه 18 مترًا وعرضه 13.5 مترًا وعمقه 2.3 مترًا. تصميمه متناسق تمامًا من الأمام إلى الخلف ومن جانب إلى آخر.
يبلغ طول الممر المقوس المفرد من المستوى الأدنى 6.5 أمتار، وقد تم دعمه من قبل الدعامة الجدارية (Pilaster) التي تُوجت بالنظام الكورنثي. مماثلة، ولكن أطول.  تحيط الأعمدة بالجوانب الخارجية من المستوى الأدنى. تمتلئ المساحة بين الأعمدة الخارجية والفتحة المقوسة بأحجار مربعة ذات حواف مدببة للتشديد على التصميم. على جانبي الممر المركزي كان هناك عمود كورنثي على قاعدة مستطيلة مرفوعة من وسط الجدار. وقد تُوج المستوى الأدنى مع وجود عمودي أيوني مغطاة بـ دنطيل وقوس الحاجب (Geison).